# マルクス・アエミリウス・パウッルス (紀元前302年の執政官)
マルクス・アエミリウス・パウッルス（ラテン語: Marcus Aemilius Paullus、生没年不詳）は紀元前4世紀末の共和政ローマの政治家・軍人。紀元前302年に執政官（コンスル）を務めた。

## 出自
パトリキ（貴族）であるアエミリウス氏族の出身。父も祖父もプラエノーメン（第一名、個人名）はルキウスである。父は紀元前341年と紀元前329年の執政官ルキウス・アエミリウス・マメルキヌス・プリウェルナスと思われる。紀元前255年の執政官マルクス・アエミリウス・パウッルスは息子である。

## 執政官（紀元前302年）
パウッルスは紀元前302年に執政官に就任。同僚執政官はマルクス・リウィウス・デンテルであった。この年、アエクイがローマに反乱した。しかし、両執政官は出征せず、ガイウス・ユニウス・ブブルクス・ブルトゥスが独裁官（ディクタトル）としてアエクイとの戦いを担当した。同年、パウッルスはターラント湾を遊弋し上陸してきた、スパルタ王クレオメネス2世末子でアレウス1世の叔父であるクレオニムス（en）とトゥリオイ（en）近くで対峙し、スパルタ軍を撤退させている。
但しリウィウスは、出征したのは独裁官ブルトゥスであり、クレオニムスはローマ軍と衝突する前に船に撤退したとする説も紹介している。
また、同年にローマはウェスティニ（en）との間に平和条約を締結している。

## 騎兵長官（紀元前301年）
紀元前301年、エトルリアとの戦争のため、マルクス・ウァレリウス・コルウスが二度目の独裁官に任命された。また、この年は執政官が置かれない「独裁官の年」の最後の例であった。このときパウッルスはマギステル・エクィトゥム（騎兵長官）に指名された（クィントゥス・ファビウス・マクシムス・ルリアヌスとの説もある）。コルウスはマルシ族（en）に勝利し、鳥占の儀式のためにローマに戻った。この間にパウッルス（またはルリアヌス）はエトルリア軍の待ち伏せ攻撃を受けて野営地に撤退し、戦争の全体戦略が達成できなくなった。コルウスは直ちに救援のために引き返し、エトルリア軍を発見してこれに勝利し、彼自身四度目となる凱旋式を実施している。
但し、紀元前302年から301年にかけての出来事は、矛盾する記述が多く、詳細に関しては疑わしい。コルウスは独裁官を務めたのは一度のみで、エトルリアに対する勝利も後世の創作である可能性がある。

## 参考資料
- ティトゥス・リウィウス『ローマ建国史』
- Oakley, S. P. A Commentary on Livy Books VI-X, Volume IV: Book X.
- Broughton, T. Robert S. (1951). The Magistrates of the Roman Republic . Volume I, 509 BC - 100 BC (in English). I, number XV. New York: The American Philological Association. 5 page
- William Smith, the Dictionary of Greek and Roman Biography and Mythology (in public domain,1870).